# Univerza Kalifornije, San Diego
Univerza Kalifornije, San Diego (angleško University of California, San Diego, okrajšano UCSD ali UC San Diego) je javna univerza s sedežem v okrožju La Jolla, San Diego, Kalifornija, ZDA. Ustanovljena je bila leta 1960 kot del sistema Univerze Kalifornije, po večletnih prizadevanjih oceanografa Rogerja Revella, direktorja tamkajšnjega oceanografskega inštituta. Že v fazi načrtovanja je prevladovala usmerjenost v raziskave na področjih naravoslovja in inženirstva po zgledu Kalifornijskega tehnološkega inštituta. Danes univerzo sestavlja šest dodiplomskih in šest podiplomskih ustanov, ki skupaj ponujajo okrog 230 študijskih programov.
Univerzitetni kampus se nahaja blizu obale Tihega oceana, v okrožju La Jolla na severnem delu San Diega. Arhitektura je sodobna, stavbe uporabljajo tudi za preskušanje novih pristopov k energetski učinkovitosti. Na ozemlju kampusa se nahajajo tudi akvarij, muzej, superračunalniški center in več velikih simulatorjev potresov. V logotipu univerze je upodobljeno ikonično poslopje Geiselove knjižnice, delo arhitekta Williama Pereire, ki je bila na ozemlju kampusa postavljena leta 1970.
Tu je poučevalo ali študiralo 19 Nobelovih nagrajencev. Že ob ustanovitvi ali kmalu po njej je Revelle k sodelovanju pritegnil Harolda Ureyja, Mario Goeppert-Marey in Linusa Paulinga.Univerza Kalifornije, San Diego, se po akademskih dosežkih danes uvršča blizu vrha različnih lestvic svetovnih univerz.